# Боконьяно
Боконьяно (фр. Bocognano, корс. Bucugnà) — коммуна во Франции, находится в регионе Корсика. Департамент коммуны — Южная Корсика. Административный центр кантона Челаво-Меццана. Округ коммуны — Аяччо.
Код INSEE коммуны — 2A040.

## Население
Население коммуны на 2008 год составляло 482 человека.
| 1962 | 1968 | 1975 | 1982 | 1990 | 1999 | 2008 |
| ---- | ---- | ---- | ---- | ---- | ---- | ---- |
| 376  | 404  | 340  | 315  | 290  | 343  | 482  |

## Экономика
В 2007 году среди 284 человек в трудоспособном возрасте (15—64 лет) 197 были экономически активными, 87 — неактивными (показатель активности — 69,4 %, в 1999 году было 65,1 %). Из 197 активных работали 174 человека (103 мужчины и 71 женщина), безработных было 23 (11 мужчин и 12 женщин). Среди 87 неактивных 22 человека были учениками или студентами, 35 — пенсионерами, 30 были неактивными по другим причинам.
В 2008 году в коммуне насчитывалось 202 облагаемых налогом домохозяйств, в которых проживали 406 человек, медиана доходов составляла 17 862 евро на одного человека.